# Cevi
Der Cevi Schweiz (französisch Unions Chrétiennes Suisses) ist mit 11'934 Mitgliedern nach Pfadi und Jubla die drittgrösste Jugendorganisation der Schweiz. Er umfasst sieben Regionalverbände in der Romandie und Deutschschweiz sowie fünf teilweise national oder international tätige Arbeitsgebiete.

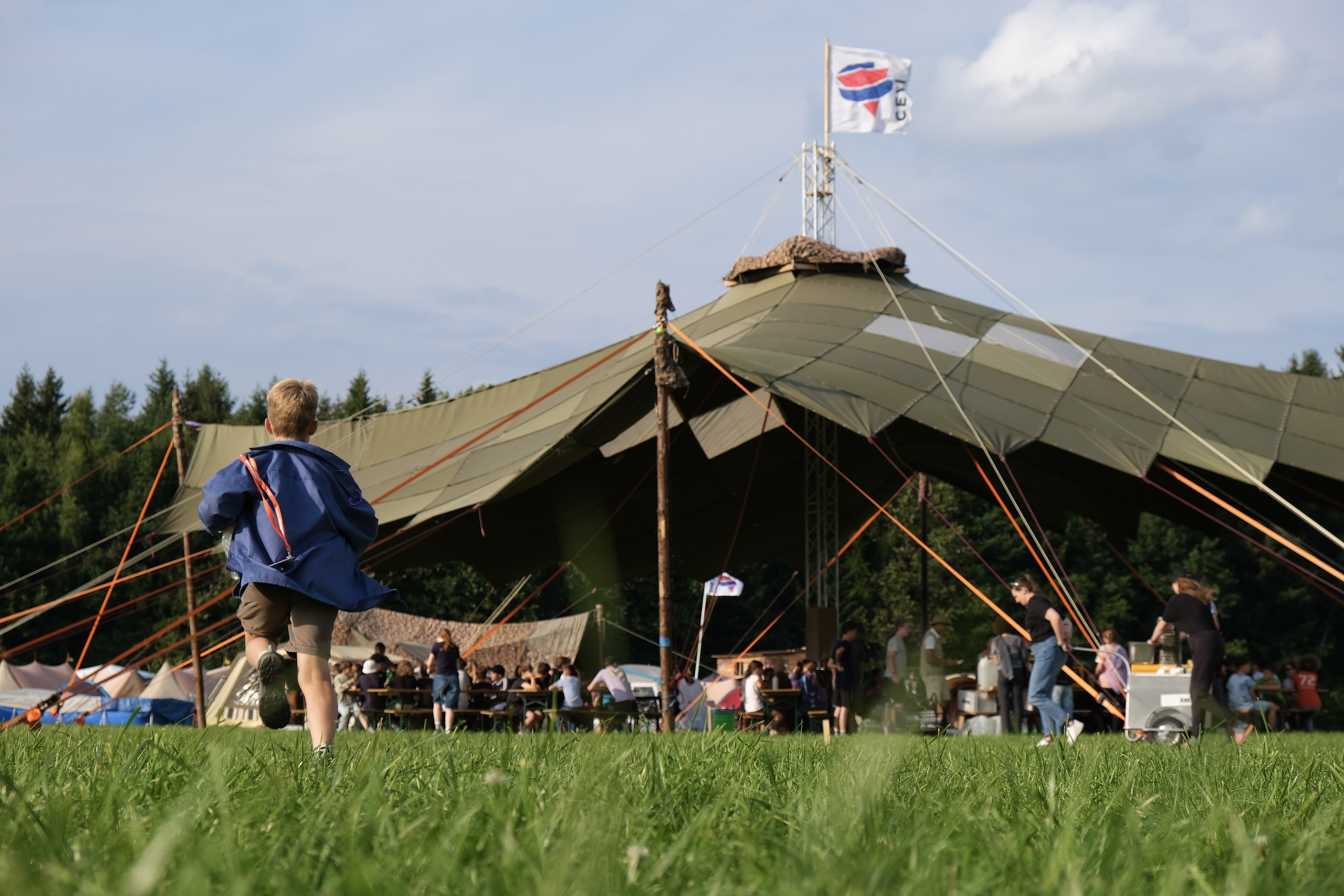
Cevilager bei Lustdorf (TG)

Die Schweizer Jugendverbände sind im Dachverband SAJV miteinander vernetzt. Der Cevi wird von den evangelisch-reformierten Landeskirchen unterstützt und ist Mitglied der weltumspannenden Verbände YWCA und YMCA. Er orientiert sich an folgenden drei Leitsätzen:
Wir trauen Gott Grosses zu.
Wir trauen Menschen Grosses zu.
Wir trauen uns Grosses zu.

## Regionalverbände
Ein Regionalverband besteht aus mehreren Ortsgruppen, die jeweils mindestens eine Jungschar, einen Ten Sing, eine Sportgruppe oder einen Ehemaligenverein anbieten, und ist unter anderem für die Ausbildung der Leiterinnen und Leiter verantwortlich. Die sieben Regionalverbände des Cevi heissen:
- AG-SO-LU-ZG
- Basel
- Bern
- Ostschweiz
- Unions Chrétiennes Romandes
- Winterthur-Schaffhausen
- Zürich

### Jungschar
Die Jungschar ist das Kerngebiet des Cevi. In ihrer lokalen Cevi-Abteilung erleben Kinder und Jugendliche ein erlebnisorientiertes Freizeitangebot, das meist in der Natur stattfindet. Die Cevi-Programme folgen dem Prinzip «Lernen mit Kopf, Herz und Hand» des Zürcher Pädagogen Johann Pestalozzi. Zu den zentralen Elementen eines solchen Programms zählen Singen, Spielen, Erzählen, Andacht und Tatkunde (Erlernen von Outdoor-Fähigkeiten), wobei viele Abteilungen zugunsten der interkulturellen Öffnung auf die Andacht verzichten.
Die Mitglieder heissen Cevianerinnen und Cevianer und lassen sich anhand der Farben des Foulards, das sie links am blauen Cevihemd tragen, ihrer jeweiligen Abteilung zuordnen. In den meisten Abteilungen erhalten die Kinder einen Cevinamen, der anstelle ihres richtigen Namens verwendet wird. Die Cevi-Gruppen für Mädchen und Buben im Kindergartenalter werden Fröschli genannt und treffen sich ein bis zwei Mal pro Monat.
Viele Abteilungen bieten jährlich mehrere Lager an – im Frühling und Sommer oft im Zelt. Die Mehrheit dieser Lager wird vom bundesamtlichen Sportförderungsprogramm Jugend+Sport unterstützt.

### Ten Sing
In den Ten Sing-Gruppen verwirklichen Jugendliche eine Bühnenshow. Diese beinhaltet meist Gesang und Tanz, kann aber auch mit anderen Show-Einlagen gemischt sein. Die Ten Sing-Gruppen erarbeiten diese Show selbstständig als gemeinsames Werk und werden dabei durch erfahrenere Ten Singer geleitet.

## Arbeitsgebiete
Neben den Regionalverbänden gehören dem Cevi folgende fünf Arbeitsgebiete an:
- Cevi Alpin (Ski-, Snowboard-, Kletter- und Hochtouren)
- Cevimil / Cevi Militär Service (Unterstützung von Schweizer Armeeangehörigen)
- CVJM-Zentrum Hasliberg (Betrieb eines Feriendorfs mit Hotel)
- Horyzon (internationale Entwicklungsarbeit für Jugendliche)
- Perspektive Leben (Angebote für ältere, gläubige Menschen)

## Geschichte
- Um 1768 entstanden die ersten Vorläufer-Gruppen in der Schweiz, bevor am 6. Juni 1844 der erste Cevi (bzw. YMCA = Young Men’s Christian Association) durch George Williams in London gegründet wurde.

- 1852 gründete Henry Dunant die erste Cevi-Gruppe der Schweiz.
- 1855 wurde der CVJM-Weltbund in Paris gegründet und die Pariser Basis verabschiedet.[7] Letztere gilt bis heute als Grundsatz für die Cevi-Bewegung und wurde 1973 am YMCA-World Council weiterhin als Grundlage für die Verbandstätigkeit bestätigt.
- 1864 wurde der deutschschweizerische CVJM-Bund der Jünglingsvereine gegründet, eine Vorläufergruppe des heutigen Cevi Schweiz.
- 1902 schlossen sich die CVJF-Gruppen der Westschweiz zum comité romand zusammen.
- Ab 1911 baute der Cevi in Genf, Bern, Basel, Zürich und St. Gallen, in der Waadt und in Neuenburg Pfadfindergruppen auf.
- 1911 wurde im Glockenhaus des CVJM Zürich das erste Cevi-Arbeitslosenprogramm der Schweiz mit Kursen in Buchhaltung und Rechnen angeboten. Ausserdem wollte sich das comité romand dem YWCA-Weltbund anschliessen und wurde auch aufgenommen, erhielt aber noch kein Stimmrecht, weil es nur einen Teil der Schweiz und nur eine Landessprache vertrat.
- 1913 wurden der Cevi Militär Service und der Schweizerische Pfadfinderbund gegründet. Während des Ersten Weltkrieges entstand die Soldatenarbeit.
- 1918 wurde der erste CVJM-Jugendsekretär für die Deutschschweiz berufen.
- 1919 wurde das erste Lager auf dem heutigen Grundstück des camp de Vaumarcus durchgeführt. Später wurden Häuser und Gebäude hinzugefügt; heute ist es ein grosses Jugendzentrum.
- 1926 schlossen sich die verantwortlichen Frauen von deutschschweizerischen CVJF-Gruppen dem comité romand an, das zweite Gesuch um eine Aktivmitgliedschaft im YWCA-Weltbund wurde bewilligt.
- 1932 erfolgte die Gründung des CVJF-Nationalverbandes.
- 1934 bildete der CVJF-Nationalvorstand die Nationale Kommission der Jungscharen.
- 1941 befand sich die Schweiz im Zweiten Weltkrieg. Der Theologe Karl Barth sprach als Gast des Sommerlagers in Vaumarcus über die Gefahr durch den Nationalsozialismus.[8]
- 1959 wurde das Ferienhaus Alpenblick in Wengen gekauft.
- 1964 begann der Bau des CVJM-Zentrums Hasliberg, bei dem viele junge Leute mithalfen. Eine Arbeits- und Lebensgemeinschaft bildete über Jahre den Grossteil des Teams.
- 1967 wurde Susanne Hofer als 1. Sekretärin der Mädchenjungschar für die Region Basel angestellt. Gemeinsam mit Frauen aus der Region Zürich fand im selben Jahr der erste Schulungskurs für Jungscharleiterinnen statt. In den folgenden Jahren wuchs die Mädchenjungschararbeit sichtbar.CVJF-Mitglied mit Kompass

CVJF-Mitglied mit Kompass

- 1970 wurde die Kommission Bruderschaftshilfe/Tiers Mondes durch die beiden Nationalverbände CVJF und CVJM gegründet. Sie war der Vorläufer des heutigen Arbeitsgebietes Horyzon.
- Ab 1970 entstand die heutige erlebnisorientierte Jungschararbeit und eine systematische Ausbildung. Prägend war dabei die Arbeit des Seuzacher Realschullehrers Rolf Wehrli.
- 1973 kam es zum Zusammenschluss der deutschschweizerischen CVJF- und CVJM-Verbände und Regionen zum CVJM/CVJF-Bund.
- Ab 1981 hatten alle fünf Deutschschweizer Regionen (AG-SO-LU-ZG, Basel, Bern, Ostschweiz und Zürich) eigene Jungscharsekretäre. Es stiessen immer wieder neue Abteilungen zum Cevi dazu.
- 1985 wurde in der Ostschweiz durch den Norweger Tom Olav Guren der erste Ten Sing der Schweiz als Jugendprojekt gegründet.
- 1989 wurde ein weiteres Arbeitsgebiet gegründet: der Cevi Alpin.
- 1998 schlossen sich die drei Dachverbände (Cevi-Bund, CVJM-Nationalverband, CVJF-Nationalverband) sowie die selbständigen Arbeitsgebiete UCF Vaud und die FRUC zum heutigen Cevi Schweiz zusammen. Ausserdem fand auf der Stöckalp das Euromeet statt, ein Jugendtreffen der europäischen YWCA und YMCA mit rund 1000 Teilnehmern. Noch im selben Jahr rief der Cevi St. Gallen die Villa YoYo ins Leben, nach deren Vorbild später auch in anderen Schweizer Städten kostenlose Kinderbetreuungen aufgebaut wurden.[9]
- 2009 wurde unter dem Namen Conveniat und mit über 3000 Teilnehmern und rund 100 Helfern das erste nationale Cevi-Lager im jurassischen Saignelégier durchgeführt.
- 2010 fand der erste Cevi-Tag als verbandsweit koordiniertes Schnupper-Event statt.
- 2011 fand in Zürich das YWCA World Council statt. 200 Freiwillige halfen mit, für rund 1000 Frauen aus der ganzen Welt Gastgeber zu sein.
- 2014 wurde auf dem Gurten in Bern das 150-jährige Bestehen des deutschschweizerischen CVJM-Bundes mit 250 geladenen Gästen begangen.

## Logo
Bis Anfang der neunziger Jahre bestanden ein Logo des CVJM und eines des CVJF nebeneinander:

### CVJM (Christlicher Verein Junger Männer)

CVJM-Logo

Die drei roten Balken des Dreiecks symbolisieren die Ganzheitlichkeit gemäss der Pädagogik Pestalozzis (Kopf, Herz und Hand). Das Logo wird in Deutschland weiterhin in dieser Form verwendet – dort aber mit der Bedeutung ‹Christlicher Verein Junger Menschen›.

### CVJF (Christlicher Verein Junger Frauen)

Altes CVJF-Logo (Fahne)
Jüngstes CVJF-Logo

Ein blaues Dreieck umgeben von einem gelben Kreis. Im Laufe des 20. Jahrhunderts wurde in der linken Hälfte des Logos der Schriftzug «cvjf» hinzugefügt.

### Cevi 1989 bis 1997

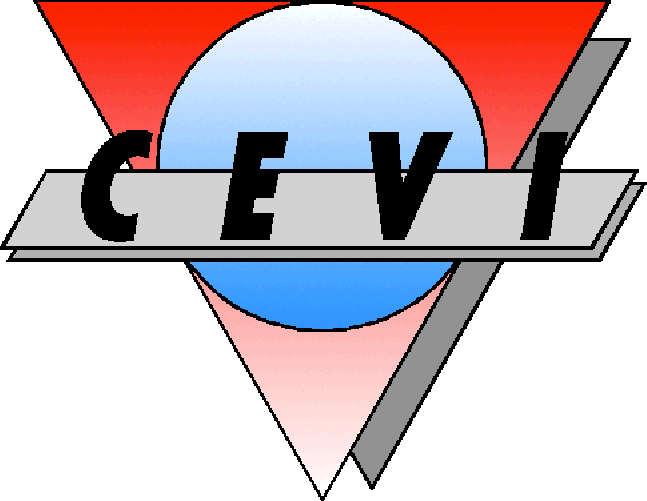
Altes Cevi-Logo

Da sich die zwei Verbände 1973 zusammengeschlossen hatten, war die Schaffung eines gemeinsamen Logos naheliegend. Um geschlechterneutral zu sein, wurde dieser Verband Cevi genannt. Das neue Logo, ein rotes Dreieck mit blauem Kreis in der Mitte, kombinierte die zwei alten Logos miteinander. Um die vorwärtstreibende Kraft zu symbolisieren, wurde kursiv «CEVI» auf den darüberliegenden Balken geschrieben.

### Cevi ab 1997

Aktuelles Cevi-Logo

1997 wurde das aktuelle Logo geschaffen: Ein rotes Dreieck (das Pestalozzi-Dreieck) wird von einem blauen Band umschlungen. Das Band steht nicht nur für Zusammenhalt, sondern soll – weil es wie ein C aussieht – auch den christlichen Glauben symbolisieren.